# Pisco (miasto)
Pisco – miasto w zachodnim Peru, nad Oceanem Spokojnym, na południe od Limy. Według spisu ludności z 22 października 2017 roku miasto liczyło 78 249 mieszkańców. 
15 sierpnia 2007 roku miasto ucierpiało w wyniku trzęsienia ziemi o sile określonej na 8,0 magnitudy. 
W mieście rozwinął się przemysł spożywczy.